# Iàkov Kniajnín
Iàkov Kniajnín   (Pskov, 3 d'octubre de 1740 (Julià) - Sant Petersburg, 14 de gener de 1791 (Julià)), nom complet amb patronímic Iàkov Boríssovitx Knianín, rus: Я́ков Бори́сович Княжни́н, fou el principal autor tràgic de Rússia durant el regnat de Caterina la Gran. Els contemporanis de Kniajnín el van aclamar com el veritable successor del seu sogre Aleksandr Sumarókov, però la posteritat, segons paraules de Vladímir Nabókov, tendí a veure les seves tragèdies i comèdies com a "imitacions maldestres a partir de models francesos més o menys inútils"

## Biografia
Kniajnín va néixer en la família del vicegovernador de Pskov. Fou criat a casa fins al 16 anys. A partir de 1750 va estudiar al gimnàs de l'Acadèmia a Sant Petersburg, on va romandre durant set anys. El propietari de la pensió Lovi li va ensenyar francès, alemany i italià. Quan encara era a l'escola, Kniajnín va iniciar activitats literàries, escrivint odes i poemes petits.
Al final del curs, va entrar al Col·legi d'Afers Exteriors com a junker, va ser nomenat traductor, va servir a l'oficina dedicada a la construcció de cases i jardins, però aviat es va traslladar al servei militar com a secretari de Kiril Razumovski.
El 1770 es va casar amb Iekaterina Aleksàndrovna Sumarókov. La parella va tenir un dels salons literaris més importants de Rússia.
En 1773 va ser sentenciat a mort per haver gastat 6.000 rubles de diners dels fisc; no obstant això la pena es va reduir: va ser privat del rang d'oficial i de la seva noblesa. En 1777 va obtenir el perdó de l'emperadriu Caterina II, i va rebre de nou la seva noblesa i rang d'oficials. Va ser contractat per Ivan Betskoi com a secretari, però ben aviat va plegar. Va ensenyar literatura russa a l'Escola Militar. Va ser membre de l'Acadèmia Russa a partir de 1783.
El fill de Kniajnín en un assaig biogràfic sobre el seu pare va escriure que va morir de "febre catarral". Això sembla més precís que una altra versió, propagada per Puixkin, que afirma que Kniajnín va morir per tortures a mans de la policia secreta.

## Llegat
L'èxit contemporani de Kniajnín es va basar en gran part en les seves enginyoses comèdies El fanfarró (1786) i L'extravagant (1790). Aquest últim gira al voltant del tema del favoritisme, de l'inesperat i ràpid ascens de rang, que era un tema d'actualitat durant el regnat de Catalina, i es considerava arriscat.
També va escriure sis òperes còmiques i vuit tragèdies, que, com va dir D.S. Mirsky, "respiren un esperit gairebé revolucionari de lliurepensament polític" Gairebé tot el que va escriure va ser publicat immediatament pel decret de Caterina la Gran. La majoria de les seves obres i òperes es van representar al Teatre l'Hermitage de Sant Petersburg.
Entre les seves altres obres figuren poemes i traduccions, incloent obres de Voltaire i Corneille. En escriure les seves obres i llibrets d'òpera, Kniajnín sovint va agafar algunes idees de Voltaire, Metastasio, Molière i Carlo Goldoni, les va desenvolupar i les va posar en contextos diferents. Va imitar aquests models tan àmpliament que Aleksandr Puixkin més tard es va referir a ell com "Kniajnín el prestatari" (o "Kniajnín l'imitatiu" - rus: переимчивый Княжнин, vegeu detalls).
La darrera tragèdia de Kniajnín, Vadim de Nóvgorod (1789), es va inspirar en el tractament de Caterina II sobre la revolta de Vadim contra Rúrik en la seva pròpia obra De la vida de Rúrik. Kniajnín, que va discutir amb ella, va representar Vadim com a campió de les antigues llibertats de Nóvgorod, que ha d'apunyalar-se davant de l'autoritarisme triomfal. Quan es va publicar pòstumment l'obra el 1793, l'emperadriu l'havia prohibida com a "revolta literària". En el context de la Revolució Francesa, es va decidir que era aconsellable de cremar totes les còpies. Vadim de Nóvgorod mai no va ser representada i no va ser reimpresa a Rússia fins al 1914.

## Obres dramàtiques
- Dido (Дидона – Didona), una tragèdia, 1769. Text. Comentaris.
- Olga (Ольга), una tragèdia, 1776–1778. Text. Comentaris.
- Rosslav (Росслав), una tragèdia en 5 actes, publ. 1784 Sant Petersburg Text. Comentaris.
- Vadim el Valent o Vadim de Nóvgorod (Вадим Новгородский – Vadim Novgorogski), una tragèdia, 1788 o 1789, publ. 1793. Text. Comentaris.
- El fanfarró (Хвастун – Khvastun), una comèdia, 1784–1785 publ. 1786. Text. Commentaris.
- L'extravagant (Чудаки – Txudaki), una comèdia, 1790, publ. 1793. Text. Comentaris.
- La desgràcia d'un carruatge (Несчастие от кареты – Nestxactie ot kareti) òpera amb música de Vassili Paixkévitx; estrena: 7 de novembre de 1779, Teatre de l'Hermitage. Sant Petersburg Text. Comentaris.
- L'avar (Скупой – Skupoo) pera amb música de Vassili Paixkévitx, circa 1782. Fragments Comentaris.
- El venedor de sbiten (Сбитенщик – Sbítensxnik) opera amb música d'Antoine Bullant, conegut també com a Anton Bullandt o Jean Bullant 1783. Fragments Comenraris.
- Orfeu (Орфей – Orfei) òpera-melodrama amb música de Giuseppe Torelli, estrena el 30 d'abril de 1763, més tard amb música de Ievstignei Fomín, estrena: 5 de febrer de 1795. Text. Comentaris.